# Tropisk og subtropisk nåleskov
| Mediterrane biomer Subtropiske tørkeskove | Bjergskove |

Tropisk og subtropisk nåleskov er et mindre biom, der forekommer i subtropiske og tropiske klimabælter, dog ikke i de fugtige områder med egentlig regnskov. I tropisk lavland med høj fugtighed er nåletræer sjældne og danner sjældent skove domineret af nåletræer. En undtagelse er de tropiske nåleskove på Sumatra og Filippinerne. I tropiske bjergskove med høj fugtighed (såkaldt "tågeskov") samt i tropiske områder med lavere fugtighed, samt subtropiske områder, forekommer flere tilfælde, omend det almindeligste stadig er nåletræer indblandet i skov domineret af stedsegrønne løvtræer. Der er i praktisk taget alle tilfælde en eller flere arter af fyr (Pinus) der udgør de dominerende nåletræer, ofte i kombination med en eller flere arter af stedsegrøn eg (Quercus). Sådanne skove findes hovedsageligt i Mellemamerika, specielt Mexico, og Caribien. Af de arealmæssigt største sådanne skove er dog de subtropiske fyrreskove i Himalaya.

## Mange forskellige nåletræer
Selvom tropisk og subtropisk nåleskov er et lille biom målt i areal er det kendetegnet ved et meget stort antal forskellige slægter af nåletræer. Der findes ca. 70 slægter af nåletræer og op mod 25 forskellige er repræsenteret i dette biom! Til sammenligning har biomet Taiga, der dækker enorme arealer, kun ca. 7 slægter repræsenteret.. Den store artsrigdom forekommer dog hovedsageligt i relativt fugtige bjergskove. I de mere tørre bjergskove er artsrigdommen mindre og ofte begrænset til forskellige arter af fyr. Fyr er en af de artsrigeste slægter af nåletræer, og en lang række arter er specielt godt tilpasset til tørt, varmt klima.